# Nigerian Youth Movement
Die Nigerian Youth Movement (NYM) (nigerianische Jugendbewegung) war eine nigerianische politische Partei von 1936 bis 1951.

## Entwicklung
Im Jahre 1934 hatten vier Nigerianer, Ernest Ikoli, Dr. J. C. Vaughan, Samuel Akinsanya and H. O. Davis das Lagos Youth Movement gegründet, die sich im Widerstand gegen die Bildungspolitik der britischen Kolonialregierung geformt hatte. Zwei Jahre später wurde daraus eine landesweite Bewegung und etablierte sich nach ihrer Umbenennung in Nigerian Youth Movement als nationalistische Partei. Mit dem Beitritt von Nnamdi Azikiwe und Obafemi Awolowo erhielt die Partei großen Auftrieb und gewann im Jahre 1938 die Wahlen zum Stadtrat von Lagos, wo sie die langjährige Vorherrschaft von Herbert Macaulays NNDP beendete. Die Partei übte Druck auf die Regierung aus, die Verfassung zu ändern und opponierte unter anderem gegen die Kakaopreispolitik der Briten, blieb aber moderat und konstruktiv in ihrer Vorgehensweise. Nach dem Rücktritt von Kofo A. Abayomi als Vorsitzender im Jahre 1941 brachen Machtkämpfe um die Führung aus, die das Ende der Partei besiegelten. Nach 1944 gingen große Teile der Bewegung in neu gegründeten Parteien wie Azikiwes NCNC auf und die Einflusssphäre der Partei reduzierte sich immer mehr auf die Westregion Nigerias. 1951 reorganisierte sich die Partei als Action Group unter Awolowos Führung.